# Waterschap Amstel, Gooi en Vecht
Waterschap Amstel, Gooi en Vecht, afgekort AGV, is een waterschap in de Nederlandse provincies Noord-Holland, Utrecht en Zuid-Holland.
Het is in 1997 ontstaan uit het voormalige hoogheemraadschap Amstel en Vecht (1991-1996) en het zuiveringsschap Amstel- en Gooiland (1975-1996). Het bestuur was aanvankelijk gevestigd in Hilversum en zetelt sinds 2005 in Amsterdam, in één nieuw gebouw met Waternet. Tot 1 januari 2017 was het fusiewaterschap bekend als het hoogheemraadschap Amstel, Gooi en Vecht.
De uitvoeringsorganisatie is ondergebracht in Waternet (voor 2006 Dienst Waterbeheer en Riolering, DWR, geheten), dat ook waterbeheertaken voor de gemeente Amsterdam uitvoert.
Het gebied van AGV heeft een oppervlakte van 700 km², verspreid over drie provincies. De noordgrens loopt langs de oevers van het IJmeer en het Gooimeer. Aan de oostkant wordt het waterschap begrensd door de Utrechtse Heuvelrug en aan de westkant door het Hoogheemraadschap van Rijnland. Aan de noordwestkant ligt Amsterdam, aan de zuidkant loopt het tot in de stad Utrecht. Niet alle gemeenten of wateren vallen (volledig) onder AGV; zo vallen het IJ en het Amsterdam-Rijnkanaal onder het Rijk.
Het boezemsysteem van Amstel, Gooi en Vecht vormt een onlosmakelijk onderdeel van het stroomgebied van het Amsterdam-Rijnkanaal en Noordzeekanaal. Het omvat de Amstellandboezem, de Stadsboezem Amsterdam, het Amsterdam-Rijnkanaal, de Vechtboezem en de ’s-Gravelandsevaartboezem. Deze wateren alle in noordelijke richting af via sluizen (indien mogelijk), via Gemaal Zeeburg en via het Gemaal IJmuiden. Het streefpeil is 40 centimeter beneden Normaal Amsterdams Peil (NAP).